# Zoo de Copenhague
Le Zoo de Copenhague (danois : København Zoo) est un parc zoologique danois situé dans la municipalité de Frederiksberg, enclavée au sein de la capitale, Copenhague. Ouvert en 1859, il s'étend sur 11 hectares, formant un grand ensemble d'espaces verts en prenant place entre le Parc de Frederiksberg et Søndermarken (en).
Avec 1 161 388 visiteurs en 2008, c'est le zoo le plus visité du Danemark et le 4e site touristique le plus visité au Danemark.[réf. nécessaire]

## Historique
Fondé en 1859 par l'ornithologue Niels Kjærbølling, il est l'un des plus vieux zoos en Europe. D'une superficie de onze hectares et situé entre les parcs de Frederiksberg et Søndermarken (en), il est séparé en deux parties par une route, la Roskildevej (en), qui se rejoignent grâce à un souterrain.
En 2008, Norman Foster signe la nouvelle maison pour les éléphants d'Asie du zoo.
En 2013, le zoo inaugure l'arctic ring pour son couple d'ours blancs. Cette installation permet notamment de voir ces animaux à travers un tunnel aquatique. On retrouve dans le monde cette même possibilité de vision uniquement au zoo de Détroit, aux États-Unis.
En 2019, le zoo reçoit deux pandas prêtés par la Chine pour 15 ans, Mao Sun et Xing Er. L'établissement tente de les faire se reproduire, sans succès jusqu'ici.

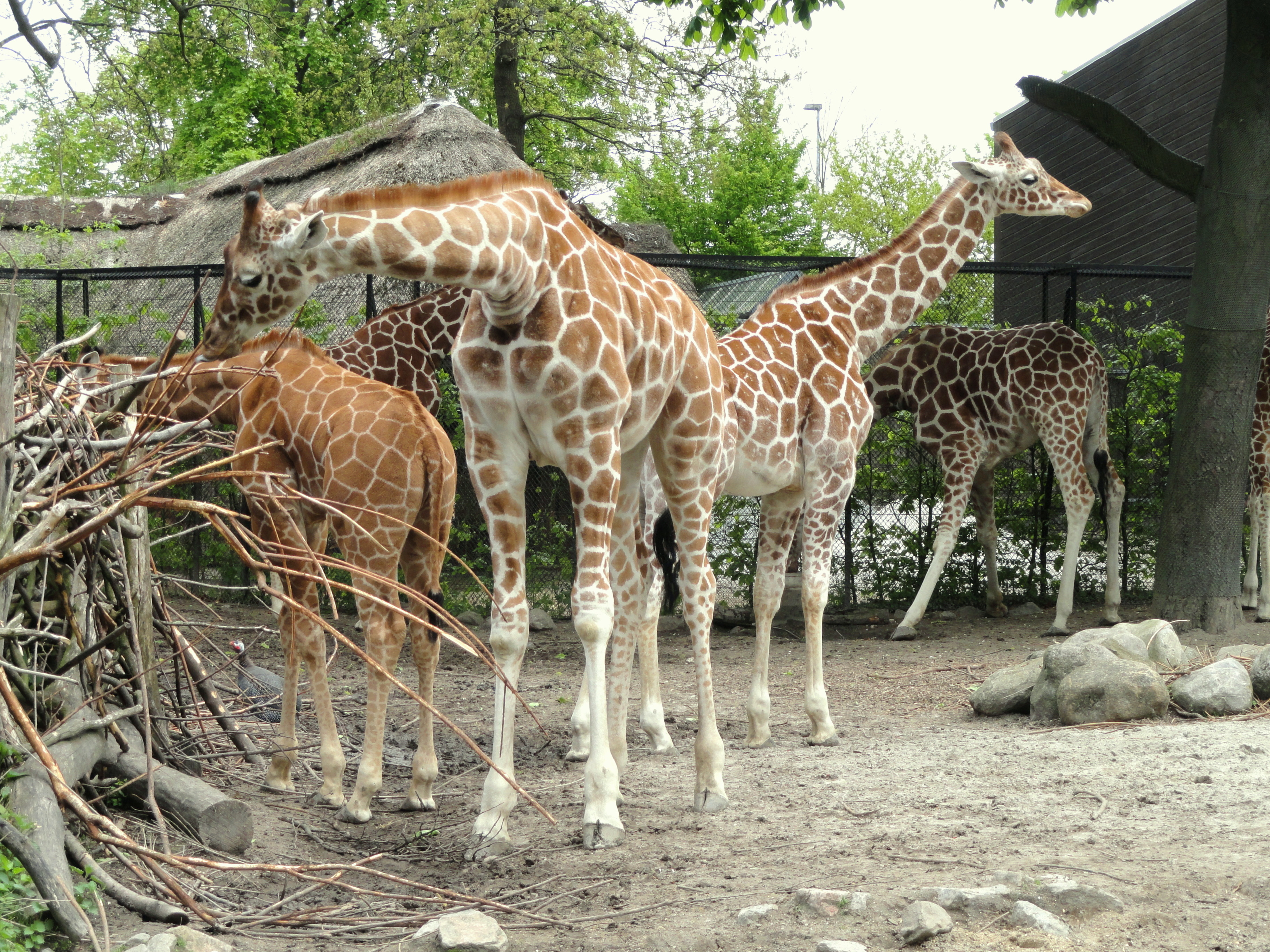
Girafes au zoo de Copenhague.

## Controverse
En février 2014, un girafon nommé Marius y est abattu en raison, selon le zoo, d'une surpopulation au sein de l'enclos des girafes du zoo et de l'impossibilité de le transférer dans un autre établissement. Comme son patrimoine génétique n'était pas jugé utile et pertinent dans le programme d'élevage, il a été décidé de son abattage et de son autopsie, qui a ensuite été réalisée en public. Cela provoque l'incompréhension de nombreuses personnes. En mars 2014, quatre lions sont également abattus pour les mêmes raisons.

## Sources
- (en) Cet article est partiellement ou en totalité issu de l’article de Wikipédia en anglais intitulé « Copenhagen Zoo » (voir la liste des auteurs).